# Ptilotrichum dahuricum
Ptilotrichum dahuricum là một loài thực vật có hoa trong họ Cải. Loài này được Peschkova miêu tả khoa học đầu tiên năm 1979.